# Ocotea odorifera
Ocotea odorifera es una especie de planta de la familia de las lauráceas. Se encuentra en Brasil, Argentina y posiblemente Paraguay. 
Se la conoce comúnmente como sasafrás de Brasil o canela americana, aunque no es exactamente un verdadero sasafrás ni una verdadera canela pero está estrechamente emparentada con dichas plantas. Para fines comerciales, se utiliza el sinónimo  más moderno de Ocotea pretiosa y existe una considerable confusión entre el presente taxón y Ocotea cymbarum.